# Làudan

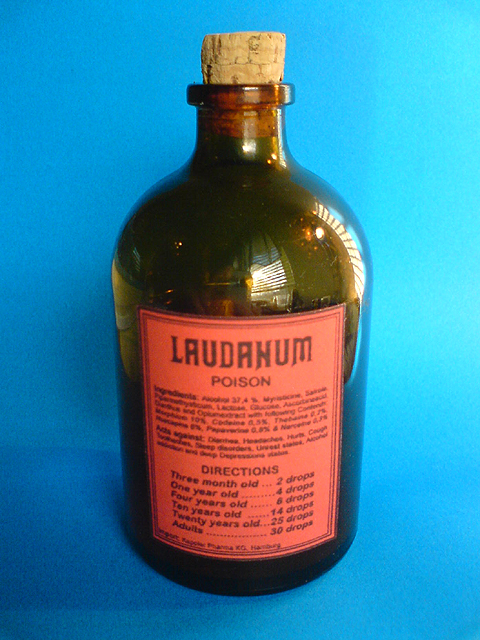
Flascó amb làudan

El làudan o làudanum (del llatí ladanu) és una tintura d'opi preparada per primera vegada per Paracels. El làudan de Sydenham, comercialitzat per Thomas Sydenham, a més de l'extret alcohòlic de l'opi, conté tintura de safrà i essències de canyella i clau. Fou molt emprat al segle xix com a analgèsic. Es feia servir per reduir qualsevol tipus de dolor i també contra la diarrea (prescripció que encara té en alguns casos). El seu principi actiu és la morfina, però també conté codeïna i narcotina; aquesta darrera no té pas propietats narcòtiques, i en canvi provoca molèsties estomacals i vòmits. A Espanya segueix estant disponible el làudan de Sydenham en fórmula magistral.